# Тихоновский переулок
Тихоновский переулок — переулок в Голосеевском районе Киева (Украина), в местности под названием Демеевка. Проходит от Фрометовской улицы.

## История
Переулок возник в начале XX века как Луговая улица. Современное название существует с 1955 года. В 1970—1980-е годы длина переулка была сокращена до нынешней. Ранее переулок был длиннее и начинался от несуществующей ныне Тихоновской улицы (официально ликвидирована тогда же в связи со сносом одноэтажной частной застройки, и ныне сохранилась в виде безымянного проезда).